# 錦田紅磚屋

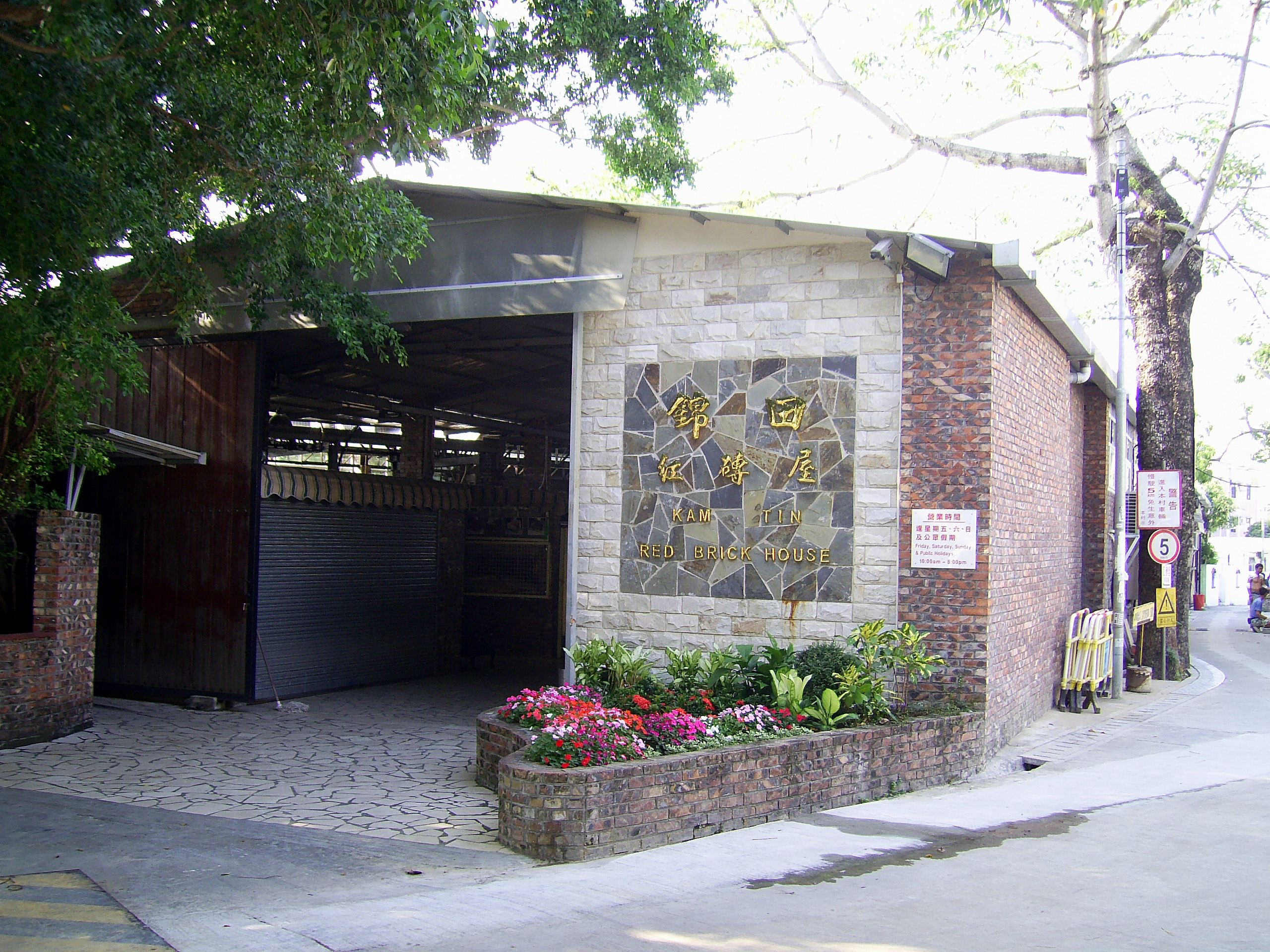
錦田紅磚屋

錦田紅磚屋（英語：Kam Tin Red Brick House）是香港新界錦田的一個跳蚤市場，位於祠堂村旁，鄰近吉慶圍，是一處香港旅遊景點；面積達2萬呎，內裏52間店舖全部是一間間以紅磚建成的小商店。紅磚屋逢星期六、日及香港節日與公眾假期開放，開放時間為早上10時至晚上8時。

## 歷史
2007年4月時，開幕近4個月的紅磚屋被指控為違例經營，地政署指出原來批准該地用作為洋蠋工廠，現時則設立為跳蚤市場與規定不符，因而要求業主拆卸違規的建築。

## 外部連結
- 香港新界錦田新遊點
- 錦田紅磚屋尋寶　明報OL網 （页面存档备份，存于）
- 紅磚屋地圖 （页面存档备份，存于）